# Ligne 62 (Infrabel)
Pour les articles homonymes, voir Ligne 62.
La ligne 62 était une ligne ferroviaire belge du réseau de la Société nationale des chemins de fer belges (SNCB). Longue d'environ 26 kilomètres, elle reliait les villes d'Ostende et de Thourout.

## Historique

### Chronologie
- 23 mai 1864, concession ;
- 1er avril 1868, mise en service de la section d'Ostende à Thourout[1] ;
- 1895, deuxième voie ;
- 26 mai 1963, fermeture au trafic voyageurs ;
- 1967, fermeture au trafic marchandises[2].

### Histoire
La ligne est comprise dans la concession, du 23 mai 1864, d'un chemin de fer d'Ostende à la frontière française vers Armentières, avec embranchement de Warneton à Commines, acquise par Désiré-Joseph Marchal (ingénieur civil), domicilié au 3 de la place des Barricades à Bruxelles, et Louis-François-Joseph Herla (inspecteur des contributions directes, douanes et accises, en disponibilité), domicilié au 52 de la rue de la Limite à Saint-Josse-ten-Noode. La Compagnie du chemin de fer d'Ostende à Armentières, société anonyme qu'ils ont créé pour reprendre la concession, est autorisée le 7 juillet 1864.

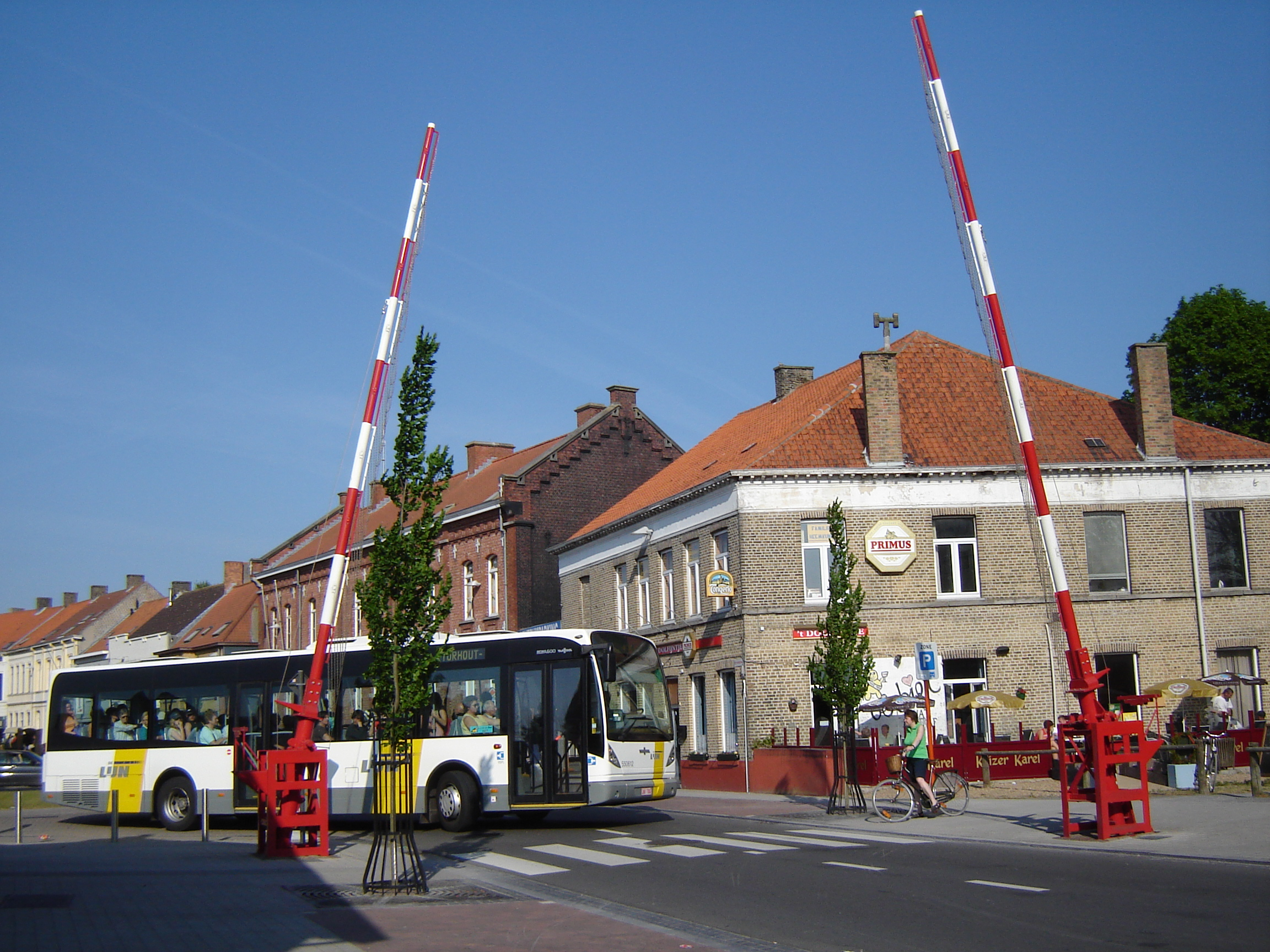
Ancien passage à niveau à Gistel

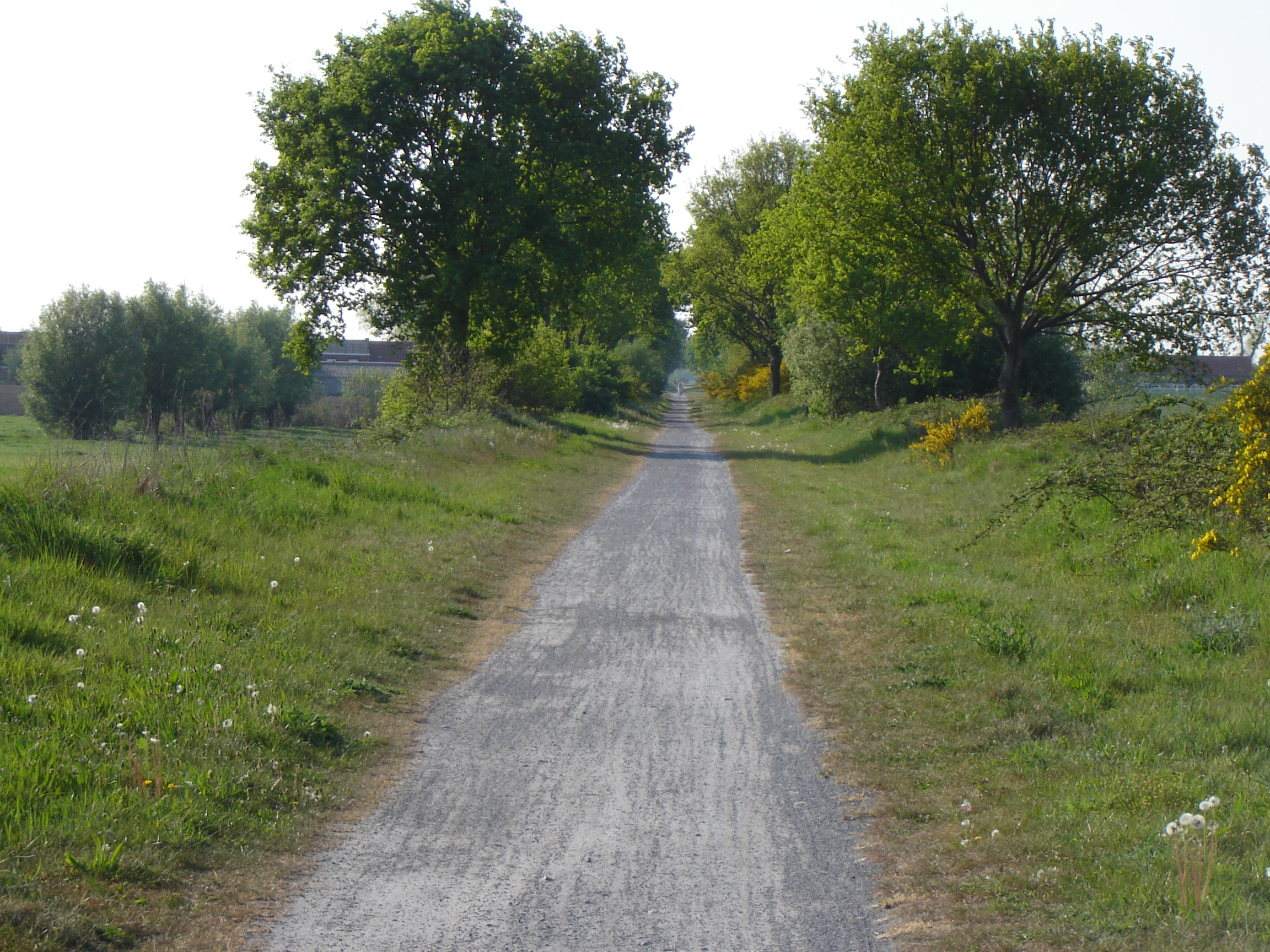
La piste cyclable entre Wynendaele et Ichtegem

Le trafic voyageurs est interrompu le 26 mai 1963, le trafic marchandises en 1967. La voie est déferrée en 1984/1985, et une piste cyclable et piétonne nommée Groene 62 («La 62 verte») est installée en place des voies.

## Infrastructure

### Ligne
La ligne fut doublée en 1897, mais la deuxième voie est démantelée en 1940. Le terminus original était Ostende-Ville, et la ligne s'est étendue vers le sud via Stene. En 1946 la ligne est déplacée vers l'est, et Ostende-Quai devient le nouveau terminus.

### Gares
Comme la ligne n'est plus desservie, il n'y a plus de gare ouverte, sauf les terminus à Ostende et Torhout. Les bâtiments principaux des gares de More et Wynendaele existent encore.